# Koło Naukowe Lotników
Der Koło Naukowe Lotników (KNL) (frei übersetzt: Flugwissenschaftliche Vereinigung, wörtlich etwa Wissenschaftlicher Kreis der Luftfahrt) ist eine Akademische Fliegergruppe an der Fakultät Mechanik – Energie – Luftfahrttechnik (MEL) der Politechnika in Warschau. Er wurde 1962 von Edward Margański gegründet und steht in der Tradition von Vorgängervereinen, die zwischen 1923 und 1949 in Polen Flugzeuge entwarfen und bauten.
Zu sozialistischen Zeiten erhielt die Gruppe wenig offizielle Unterstützung, die Zusammenarbeit mit dem polnischen Segelflugzeugbau gestaltete sich durch die Verhältnisse des planwirtschaftlichen Systems äußerst schwierig. Dazu gehörte selbst die Beschaffung von Kunstharz und Glasfasern. Es bestanden seinerzeit schon Kontakte zur Idaflieg.
Neben dem KNL gibt es an der Fakultät verschiedene ähnliche studentische, koło (polnisch für Kreis) genannte Vereinigungen, unter anderem für Aerodynamik und Raumfahrt.

## Forschungsprojekte
Der Koło Naukowe Lotników ist auf dem Gebiet der Luftfahrtforschung tätig und hat eigene Konstruktionen zum Fliegen gebracht.
- Moto Foka-4  Das Projekt von 1968 sah den Umbau einer Foka 4 zum Motorsegler vor, scheiterte jedoch am Fehlen eines geeigneten Motors.
- EM-5A  Das Motorflugzeug-Projekt der Jahre 1969 bis 1971 wurde von PZL Mielec als Prototyp PZL M-17 im Jahr 1977 gebaut.
- KNL 1 & 2  Motorseglerprojekte der Jahre 1973 bis 1975. Auch hier gab es Materialprobleme.
- PW-1  Das mit 55 kg Gewicht ultraleichte Segelflugzeug wurde in den Jahren 1978 bis 1981 entwickelt und gebaut. 1981 war der Erstflug. Mit einer Spannweite von 10,9 m und einer Gleitzahl von 16 kann es als moderne Version eines Schulgleiters angesehen werden. Es blieb ein Einzelstück.
- PW-2  Das ultraleichte Segelflugzeug wurde 1984 entwickelt und ging 1985 als PW-2 Gapa in Produktion.
- SyMELator 2  Der Segelflugsimulator war ein Projekt des KNL im Jahr 2011. Verwendet wurde das Cockpit eines Pirat.[3]
- Sterowiec  Das 2011 begonnene Projekt eines ferngesteuerten Luftschiffs wurde wegen Problemen mit der Hülle eingestellt.[4]
- SyMELator 4  Dieser Motorflugsimulator basiert auf der Cessna 150.[5]
- Wyciągarka paralotniowa Schleppwinde für Gleitschirme.[6]
- Szybowiec Akar  Der Nachbau des Gleitflugzeugs SL-1 AKAR von 1924 ist das aktuelle Projekt des KNL.[7]